# Youga
Youga är en gränsstad i Burkina Faso, nära Ghanas gräns. Den ligger i regionen Centre-Est, i den sydöstra delen av landet, 190 km sydost om huvudstaden Ouagadougou. Antalet invånare är 1 018.